# This Is the Year
This Is the Year (Hispanoamérica: Este es el año) es una película comedia romántica estadounidense de 2020 dirigida por David Henrie. Está protagonizada por Lorenzo Henrie, Vanessa Marano, Alyssa Jirrels y Gregg Sulkin.Esto marca el debut como director de cine de Henrie y también Selena Gomez se desempeña como productora ejecutiva.
La película tuvo su estreno virtual en vivo el 28 de agosto de 2020.Tuvo su estreno limitado en cines de los Estados Unidos y a través de video bajo demanda el 24 de septiembre de 2021 por  distribución de Vertical Entertainment.

## Sinopsis
En un último esfuerzo ganarse a la chica de sus sueños, un nerd del último año de secundaria y sus mejores amigos se embarca en un viaje por carretera para ver a su banda favorita en el festival de música más grande del año.

## Reparto
- Lorenzo Henrie como Josh
  - Boston Pierce como Josh de joven
- Vanessa Marano como Molly
- Gregg Sulkin como Kale
- Jeff Garlin como Mr. Elmer
- Alyssa Jirrels como Zoey
- Bug Hall como Donnie
- Jake Short como Mikey
- David Henrie como Sebastian
- Gregg Christie como Luca
- Kate Katzman como Sofia
- Jared Rhett Noble como Homeless Jared